# Saparua
Saparua är en ö i Indonesien.   Den ligger i provinsen Moluckerna, i den östra delen av landet, 2 400 km öster om huvudstaden Jakarta. Arean är 144 kvadratkilometer.
Terrängen på Saparua är lite kuperad. Öns högsta punkt är 320 meter över havet. Den sträcker sig 15,3 kilometer i nord-sydlig riktning, och 20,4 kilometer i öst-västlig riktning.